# 朱奈迪·阿里夫
朱奈迪·阿里夫（Junaidi Arif，2002年6月6日—），馬來西亞男子羽毛球運動員。

## 簡歷
朱奈迪·阿里夫是家中四個孩子裡排行第二，他在八歲時被他的小學母校選為代表參賽，之後他便被登嘉樓羽毛球協會注意到他的羽球天賦並在阿里夫12歲時安排他到另一所小學以方便他在登嘉樓羽毛球協會進行訓練。隨後四年，阿里夫通過培訓計劃被選中進入到武吉加里爾體育學校。阿里夫也表示韓國男雙名將李龍大是他的偶像。
2019年10月，朱奈迪與穆罕默德·海卡爾合作出戰世界青年羽毛球錦標賽男子雙打項目，他們一路殺進半準決賽對壘賽會三號種子、中國的戴恩溢/冯彦哲，他們以直落兩局敗下陣來，止步於八強。
2021年起，朱奈迪·阿里夫與穆罕默德·海卡爾在世界羽聯第三等別賽事獲得不錯的成績，他們分別在奧地利公開賽、希臘國際賽、哈爾科夫國際賽斬獲冠軍以及在拉脫維亞國際賽和蘇格蘭公開賽獲得亞軍。
2022年起，朱奈迪與海卡爾開始參加世界羽聯世界巡迴賽超級級別的比賽，他們先是在1月出戰在印度舉辦的賽義德·莫迪羽毛球國際賽，他們在首圈以1比2不敵東道主組合伊沙安·巴特納加/赛·普拉蒂克·K。同年3月，朱奈迪與海卡爾出戰較低級別的奧爾良羽毛球大師賽，他們一路殺進決賽然而在決賽前因他的拍檔海卡爾的冠病檢測為陽性而被迫退賽，無緣冠軍。

## 主要比賽成績
只列出曾進入準決賽的國際賽事成績：
| 年份   | 賽事                     | 公開賽級別 | 項目     | 拍檔            | 成績   |
| ------ | ------------------------ | ---------- | -------- | --------------- | ------ |
| 2021年 | 奧地利羽毛球公開賽       | 國際系列賽 | 男子雙打 | 穆罕默德·海卡爾 | 冠軍   |
| 2021年 | 拉脫維亞羽毛球國際賽     | 未來系列賽 | 男子雙打 | 穆罕默德·海卡爾 | 亞軍   |
| 2021年 | 希臘羽毛球國際賽         | 未來系列賽 | 男子雙打 | 穆罕默德·海卡爾 | 冠軍   |
| 2021年 | 哈爾科夫羽毛球國際賽     | 國際系列賽 | 男子雙打 | 穆罕默德·海卡爾 | 冠軍   |
| 2021年 | 愛爾蘭羽毛球公開賽       | 國際挑戰賽 | 男子雙打 | 穆罕默德·海卡爾 | 準決賽 |
| 2021年 | 蘇格蘭羽毛球公開賽       | 國際挑戰賽 | 男子雙打 | 穆罕默德·海卡爾 | 亞軍   |
| 2022年 | 奧爾良羽毛球大師賽       | 超級100賽  | 男子雙打 | 穆罕默德·海卡爾 | 亞軍   |
| 2022年 | 東南亞運動會羽毛球比賽   | 其他       | 男子團體 | －              | 銀牌   |
| 2022年 | 越南羽毛球公開賽         | 超級100賽  | 男子雙打 | 穆罕默德·海卡爾 | 準決賽 |
| 2023年 | 越南羽毛球國際挑戰賽     | 國際挑戰賽 | 男子雙打 | 葉睿慶          | 準決賽 |
| 2023年 | 丹麥羽毛球大師賽         | 國際挑戰賽 | 男子雙打 | 葉睿慶          | 準決賽 |
| 2023年 | 南特羽毛球國際挑戰賽     | 國際挑戰賽 | 男子雙打 | 葉睿慶          | 冠軍   |
| 2023年 | 印尼棉蘭羽毛球大師賽     | 超級100賽  | 男子雙打 | 葉睿慶          | 準決賽 |
| 2024年 | 西班牙馬德里羽毛球大師賽 | 超級300賽  | 男子雙打 | 葉睿慶          | 亞軍   |
| 2024年 | 馬來西亞羽毛球大師賽     | 超級500賽  | 男子雙打 | 葉睿慶          | 準決賽 |
| 2025年 | 奧爾良羽毛球大師賽       | 超級300賽  | 男子雙打 | 葉睿慶          | 準決賽 |
| 2025年 | 澳門羽毛球公開賽         | 超級300賽  | 男子雙打 | 葉睿慶          | 冠軍   |

| 2007-2017年 | 首要超級賽 | 超級賽 | 黃金大獎賽 | 大獎賽 | 國際挑戰賽 | 國際系列賽 | 未來系列賽 | 其他 |

| 2018-2026年 | 總決賽 | 超級1000賽 | 超級750賽 | 超級500賽 | 超級300賽 | 超級100賽 | 國際挑戰賽 | 國際系列賽 | 未來系列賽 | 其他 |